# カールマン (東フランク王)
カールマン2世（ドイツ語：Karlmann II, 830年頃 - 880年）は兄弟と共同統治したカロリング朝第2代東フランク王でバイエルンを担当（在位：876年 - 880年）、さらにイタリア王としてカルロマンノ（在位：877年 - 879年）。ルートヴィヒ2世（ドイツ人王）とその王后でシュッセンガウ伯ヴェルフの娘ヘンマ（古ヴェルフ家）の息子。

## 生涯
872年、従兄の神聖ローマ皇帝ルートヴィヒ2世により帝位継承者に定められていたが、875年に皇帝が死去した後、叔父である西フランク国王シャルル2世が教皇ヨハネス8世により神聖ローマ皇帝とされた。876年、父ルートヴィヒ2世の死去を受け、カールマンは弟のルートヴィヒ3世・カール3世とともに父の遺領を分割し、バイエルンを継承した。さらに、877年の西フランク国王シャルル2世の死去を受け、東フランク王国の君主として初めて「イタリア王」の称号も獲得した。879年、カールマンは病を得て身体が不自由になり、ルートヴィヒ3世にバイエルンの王位を、カール3世にイタリア王位を譲り、翌880年死去した。

## 子女
861年以前に、ノルトガウ伯エルンストの娘（名前不詳）と結婚したが、子供はいなかった。
リウスヴィントとの間に、庶子で後に東フランク国王となるアルヌルフがいる。